# Kudos
Kudos (iz grščine κῦδος,  'slava') je pogovorna beseda, ki pomeni čast in slava nekomu za izredno misel ali dosežek.